# 牧浦充徳
牧浦 充徳（まきうら みつのり、1974年8月17日 - ）は、日本中央競馬会 (JRA) ・栗東トレーニングセンターに所属している調教師。

## 来歴
中学時代からの馬術経験者であり、1991年に行われた石川国体で標準障碍飛越に出場して3位となっている。同志社大学を卒業。
1999年、10月よりJRA競馬学校厩務員課程に入学する。
2000年、競馬学校卒業後の4月から栗東・加用正厩舎所属の厩務員となるが、同月すぐに調教厩務員に転向した。さらに8月には調教助手に転向している。
2002年、2月から栗東・森秀行厩舎所属の調教助手となる。
2009年、2月12日にJRA調教師免許試験に合格したことが発表され、3月1日付で調教師免許を34歳で取得した。
2017年、5月20日の新潟第11競走、火打山特別をタガノヴィッターで制しJRA通算100勝を達成した。
同年の北海道2歳優駿をドンフォルティスで制し、管理馬の重賞初勝利を飾った。
2021年、全日本2歳優駿をドライスタウトで優勝、管理馬のJpnI初勝利を飾った。

## 主な担当馬
- アグネスジェダイ（森秀行厩舎）[2]
- キャプテントゥーレ（森秀行厩舎）[2]
- スターキングマン（森秀行厩舎）[2]
- ノボトゥルー（森秀行厩舎）[2]

## 調教師成績
|               | 日付           | 競馬場・開催     | 競走名         | 馬名               | 頭数 | 人気 | 着順 |
| ------------- | -------------- | ---------------- | -------------- | ------------------ | ---- | ---- | ---- |
| 初出走        | 2009年6月27日  | 3回阪神3日8R     | 鶴橋特別       | ゲイリーライアン   | 13頭 | 9    | 5着  |
| 初勝利        | 2009年9月21日  | 4回阪神4日4R     | 2歳新馬        | クレイジードライブ | 9頭  | 1    | 1着  |
| 重賞初出走    | 2010年3月6日   | 1回阪神3日11R    | チューリップ賞 | ストレンジラブ     | 16頭 | 12   | 6着  |
| 重賞初勝利    | 2017年10月31日 | 15回門別1日目11R | 北海道2歳優駿  | ドンフォルティス   | 9頭  | 1    | 1着  |
| GI初出走      | 2011年4月10日  | 2回阪神6日11R    | 桜花賞         | サクラベル         | 18頭 | 15   | 16着 |
| GI/JpnI初勝利 | 2021年12月15日 | 10回川崎3日目11R | 全日本2歳優駿  | ドライスタウト     | 14頭 | 1    | 1着  |

### 主な管理馬
GI・JpnI競走は太字で示す
- サクラベル（2010年クローバー賞）
- ドンフォルティス（2017年北海道2歳優駿）
- ドライスタウト（2021年全日本2歳優駿、2023年テレ玉杯オーバルスプリント、武蔵野ステークス）
- ヴェントヴォーチェ（2022年キーンランドカップ、2023年オーシャンステークス）
- サンライズホーク（2023年サマーチャンピオン、兵庫ゴールドトロフィー、2024年かきつばた記念）
- シランケド（2025年中山牝馬ステークス）

出典: